# Uwe Vorkötter
Uwe Vorkötter (* 7. Dezember 1953 in Bochum) ist ein deutscher Journalist.

## Leben
Uwe Vorkötter studierte Volkswirtschaftslehre in Tübingen und wurde dort zum Dr. rer. pol promoviert. Anschließend absolvierte er eine journalistische Ausbildung bei der Stuttgarter Zeitung. Von 1980 bis 1984 arbeitete Vorkötter für dieses Blatt als Wirtschaftsredakteur sowie als Korrespondent für EG, NATO und die Benelux-Staaten in Brüssel, später als Korrespondent in Bonn. Von 1985 bis 1991 war er Leiter der Wirtschaftsredaktion der Stuttgarter Zeitung und von 1995 bis 2001 deren Chefredakteur.
Im Jahr 2002 wechselte Vorkötter zur Berliner Zeitung, wo er als Chefredakteur tätig war, bis er sich im Mai 2006 wegen strategischer Differenzen mit dem neuen Eigentümer David Montgomery vom Berliner Verlag trennte. Zum 1. Juli 2006 wurde Vorkötter als Nachfolger von Wolfgang Storz neuer Chefredakteur der Frankfurter Rundschau.
Nachdem der Kölner Verlag M. DuMont Schauberg den Berliner Verlag von Montgomery übernommen hatte, kehrte Vorkötter am 1. Juni 2009 wieder zusätzlich auf den Chefredakteursposten der Berliner Zeitung zurück, wo es unter anderem seine Aufgabe war, eine engere Kooperation von Berliner Zeitung und Frankfurter Rundschau, die seit 2010 beide zur DuMont Redaktionsgemeinschaft gehörten, einzuführen.
Zum 1. Juli 2012 erfolgte Vorkötters „Rauswurf“, und die Funktion des gemeinsamen Chefredakteurs von Berliner Zeitung und Frankfurter Rundschau wurde aufgehoben. Als Ursache wurde ein Zerwürfnis zwischen Vorkötter und Alfred Neven DuMont genannt. Bei der Frankfurter Rundschau wurde Vorkötter durch Arnd Festerling ersetzt, bei der Berliner Zeitung übernahm Brigitte Fehrle. Vorkötter stand dem Vorstand von DuMont-Schauberg anschließend als Berater für digitale Produkte zur Seite.
Zum 1. März 2013 wechselte Vorkötter als Managing Partner zur Berliner Agentur Consultum Communications. 2014 wurde er Chefredakteur von Horizont-Medien Print und Online, wo er Ende Januar 2021 als Chefredakteur aufhörte und seit April 2021 Herausgeber mit einer eigenen Kolumne ist. Seit Anfang 2024 ist er Kolumnist bei T-Online.
Vorkötter ist Mitglied im Wirtschaftsrat des VfL Bochum und Mitglied der Jury des Helmut-Schmidt-Journalistenpreises.

## Auszeichnungen
Im Jahr 2007 wurde er vom Medium Magazin als Chefredakteur des Jahres ausgezeichnet. Bereits im Jahr 2000 erhielt Vorkötter von der Friedrich-Naumann-Stiftung den Karl-Hermann-Flach-Preis.